# Thaumastochilus
Thaumastochilus là một chi nhện trong họ mierenjagers (Zodariidae).

## Các loài
Các loài trong chi này gồm:
- Thaumastochilus martini Simon, 1897 *
- Thaumastochilus termitomimus Jocqué, 1994